# 李近维
李近维（1944年11月—2017年12月5日），男，汉族，广东东莞人，中华人民共和国政治人物。

## 生平
1981年1月在农业部干部培训班华南农学院班第三期结业。历任中共东莞县委副书记、中共惠阳地委副书记、中共惠州市委副书记、市政府主要负责人，中共惠州市委副书记、市长；中共东莞市委书记、东莞市市长、市人大常委会主任；广东省人大常委会副主任。2017年12月5日在广州逝世，享年74岁。